# Антарктическая астрономия
Антарктическая астрономия — астрономические наблюдения и исследования, которые ведутся на территории Антарктиды. Имеет определённые особенности ввиду уникальности географического положения, геологии и климатических условий данного континента.

## Особенности астрономических условий
Антарктический ледовый купол является самым сухим и холодным местом на Земле. Он также имеет значительную толщину: так, полярная станция Амундсен-Скотт, расположенная на Южном полюсе, находится на высоте более 2800 метров над уровнем моря.
Такие условия способствуют наблюдениям в инфракрасном, субмиллиметровом и миллиметровом диапазоне, так как электромагнитное излучение с такими длинами волн поглощается водяным паром, который в других регионах Земли присутствует в атмосфере практически постоянно, препятствуя наблюдениям. В условиях полярной зимы в Антарктиде водяной пар практически полностью вымерзает, что создаёт условия для наблюдения таких процессов, как звёздообразование в молекулярных облаках, эволюция протозвёзд и других молодых объектов. Также в условиях отсутствия в атмосфере водяного пара возможно наблюдение отдалённых объектов, видимый свет от которых в результате красного смещения переходит в длинноволновые диапазоны. В условиях континентального полярного климата также создаются удобные условия для наземного изучения неоднородностей реликтового излучения.
Кроме того, особенностью полярных условий является возможность круглосуточного наблюдения звёздного неба во время полярной ночи (середина зимы) и Солнца во время полярного дня (середина лета).
Климатические условия Антарктиды являются приближенными к условиям, возможным на других планетах, как в пределах Солнечной Системы, так и вне её. Ввиду этого исследование геологии и биологии Антарктиды является важным для развития астробиологии. Кроме того, в антарктических условиях проводится испытание автоматических приборов, предназначенных для исследования других небесных тел.

## Основные места наблюдений и исследований
Основной организацией, осуществляющей астрономические наблюдения в Антарктике является Центр астрофизических исследований в Антарктике (англ. Center for Astrophysical Research in Antarctica), расположенный на станции Амундсен-Скотт. В распоряжении астрономов на этой станции находятся 10-метровый радиотелескоп (англ. South Pole Telescope (SPT)). Кроме того, на южном полюсе расположена нейтринная обсерватория IceCube.
На антарктическом ледовом куполе действует также финансируемая Китаем автоматизированная обсерватория PLATO.
Важное значение для астробиологии имеют исследования озера Восток, которое изолировано от внешнего мира под ледовым куполом в течение миллионов лет. Условия там схожи с теми, существование которых предполагается на спутнике Юпитера Европе. Кроме того, астробиологические исследования ведутся на сухих долинах Мак-Мёрдо, где несмотря на условия, схожие с марсианскими, существует жизнь.
Антарктида также является местом обнаружения многих метеоритов. Некоторые из них, как считается, ранее были частью Марса и Луны. Антарктический метеорит ALH 84001 некоторыми учёными рассматривается как свидетельство существования жизни на Марсе в отдалённом прошлом этой планеты.